# Pergalumna bifissurata
Pergalumna bifissurata är en kvalsterart som beskrevs av Hammer 1972. Pergalumna bifissurata ingår i släktet Pergalumna och familjen Galumnidae. Inga underarter finns listade i Catalogue of Life.